# Min europeiska familj
Min europeiska familj: De senaste 54 000 åren är en fackbok av Karin Bojs utgiven 2015. Boken handlar om ursprung, DNA och släktforskning. Bojs tilldelades Augustpriset 2015 i den facklitterära kategorin för boken.